# ガブリエウ・モイゼース・アントゥネス・ダ・シウヴァ
ガブリエウ・シウヴァ（Gabriel Silva）ことガブリエウ・モイゼース・アントゥネス・ダ・シウヴァ（ポルトガル語: Gabriel Moisés Antunes da Silva、1991年5月13日 - ）は、ブラジルの元サッカー選手。現役時代のポジションはDF。

## クラブ歴
2010年1月27日に行われたカンピオナート・パウリスタでSEパルメイラスの選手として出場し選手デビュー。5月26日にカンピオナート・ブラジレイロ・セリエA初出場、7月18日にカンピオナート・ブラジレイロ・セリエAでプロ初得点を記録した。
2012年初めにグラナダCFに移籍。購入したのはウディネーゼ・カルチョなのであるが、欧州連合圏外国籍者の登録枠を超過していたためにグラナダが購入した形にし、そこからノヴァーラ・カルチョに期限付き移籍の形を取った。その後ウディネーゼでセリエAデビューをした。2015-16シーズンはカルピFC、ジェノアCFCに期限付き移籍、2016-17シーズンにはグラナダに期限付き移籍した。
2017年8月9日にリーグ・アンのASサンテティエンヌに移籍。8月12日にリーグ・アン初出場、9月24日に初得点を記録したが退場した。

## 代表歴
U-20代表として2011 南米ユース選手権で優勝し、2011 FIFA U-20ワールドカップでも優勝を果たしたメンバーの一人である。

## タイトル
ブラジルU-20
- 南米ユース選手権: 2011
- FIFA U-20ワールドカップ: 2011